# Axel Höglund
Axel Theofron Höglund, född 31 januari 1867 i Stockholm, död 19 juli 1962 i Trelleborg, var en svensk industriman och kommunalpolitiker.
Höglund blev student vid Stockholms högskola 1886 och filosofie kandidat vid Uppsala universitet 1893. Han var fabriksföreståndare vid AB Phylatterion (kemisk-teknisk och takpappsfabrik) i Trelleborg 1893–99, blev disponentassistent vid Trelleborgs Sockerfabriks AB (sedermera Svenska Sockerfabriks AB) 1899 och disponent där från 1909. Han utgav Generalregister till Svenska sockerfabriksdirigenternas förenings protokoll 1905–1915, förhandlingar 1911–1915 och protokoll och förhandlingar 1916–1944 samt festskriften av år 1930 (1946).
Höglund var föreståndare för Trelleborgs stads elektricitetsverk och varmbadhus 1900–18. Han blev ledamot av drätselkammaren 1900 och var dess ordförande från 1913. Han var även ledamot av stadsfullmäktige från 1912.